# Vườn quốc gia Doi Inthanon
Vườn Quốc gia Doi Inthanon (tiếng Thái: อุทยานแห่งชาติดอยอินทนนท์), còn được gọi là "Mái nhà của Thái Lan",nằm ở dãy núi Thanon Thong Chai, thuộc huyện Chom Thong, tỉnh Chiang Mai, Bắc Thái Lan. Nó bao gồm núi Doi Inthanon, là ngọn núi cao nhất Thái Lan. Được thành lập 1972, vườn quốc gia này có diện tích 482 kilômét vuông (186 dặm vuông Anh).

## Địa lý
Vườn Quốc gia cách Chiang Mai khoảng 60 km (37 dặm) được thành lập 1954, là vườn Quốc gia đầu tiên trong tổng cộng 14 vườn Quốc gia ở Thái Lan. Năm 1972 và 1974 nó được mở rộng, hiện thời rộng đến 482,4 km². N Độ cao của nó nằm trong khoảng 800-2,565 mét (2.625-8.415 ft). Trong ranh giới của nó là một số thác nước: Thác Mae Klang, Thác Wachiratan, Thác Siriphum và Thác Mae Ya.
Nhiều con sông, kể cả sông Maenam Mae Nam Ping, tại [Nakhon Sawan] nó có tên Mae Nam Chao Phraya chạy đến Vịnh Thái Lan), có nguồn gốc ở đây. Các sông khác là Mae Klang, Mae Pakong, Mae Pon, Mae Hoi, Mae Ya, Mae Chaem, Mae Khan.
Vườn Quốc gia có các phần khác nhau về khí hậu và sinh thái.

## Cư trú
Nó bao gồm các làng Karen, Tai và Meo Hmong với khoảng 4.500 người. Ngoài ra thêm khoảng 8 ngàn người sống trong 14 thôn, trong phạm vi 5 km chung quanh vườn Quốc gia. Những cư dân của Vườn quốc gia và những người ở ngay gần đó sử dụng nó để săn bắn, thu thập thực vật, củi và vật liệu xây dựng. Chính quyền trung ương cũng coi đây là một vấn đề đối với công viên, vì theo họ người dân địa phương đóng góp một phần lớn vào nạn phá rừng.

## Thực vật và động vật
Thực vật bao gồm rừng sương mù thường xanh, rêu sphagnum, rừng cây họ Dầu rụng lá. Có một số cây thông cổ còn sót lại .
Với 383 loài chim én,, nó đứng thứ hai trong số các vườn quốc gia của Thái Lan về số loài chim.

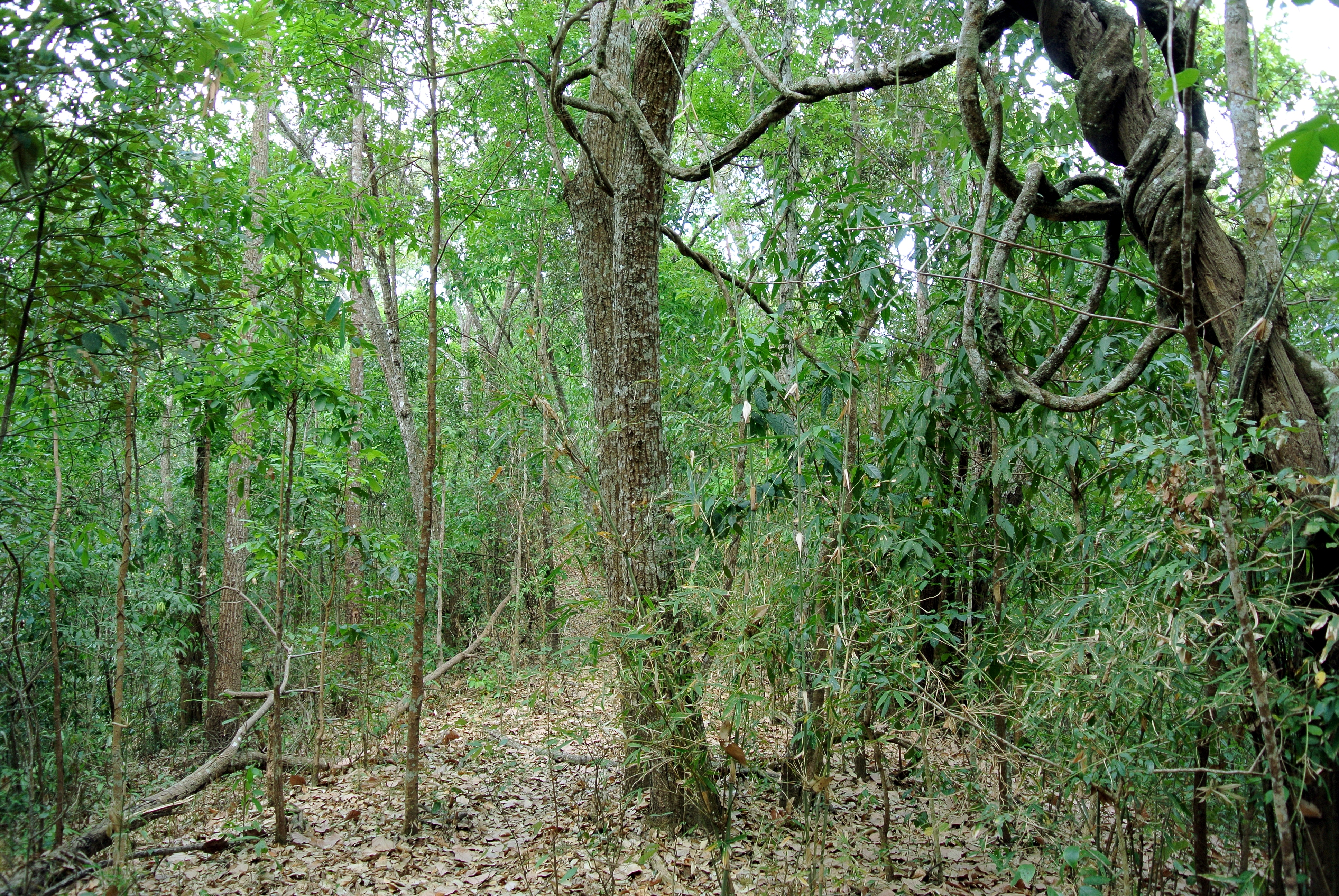
Rừng thường xanh nửa mùa cận nhiệt đới vào cuối mùa khô
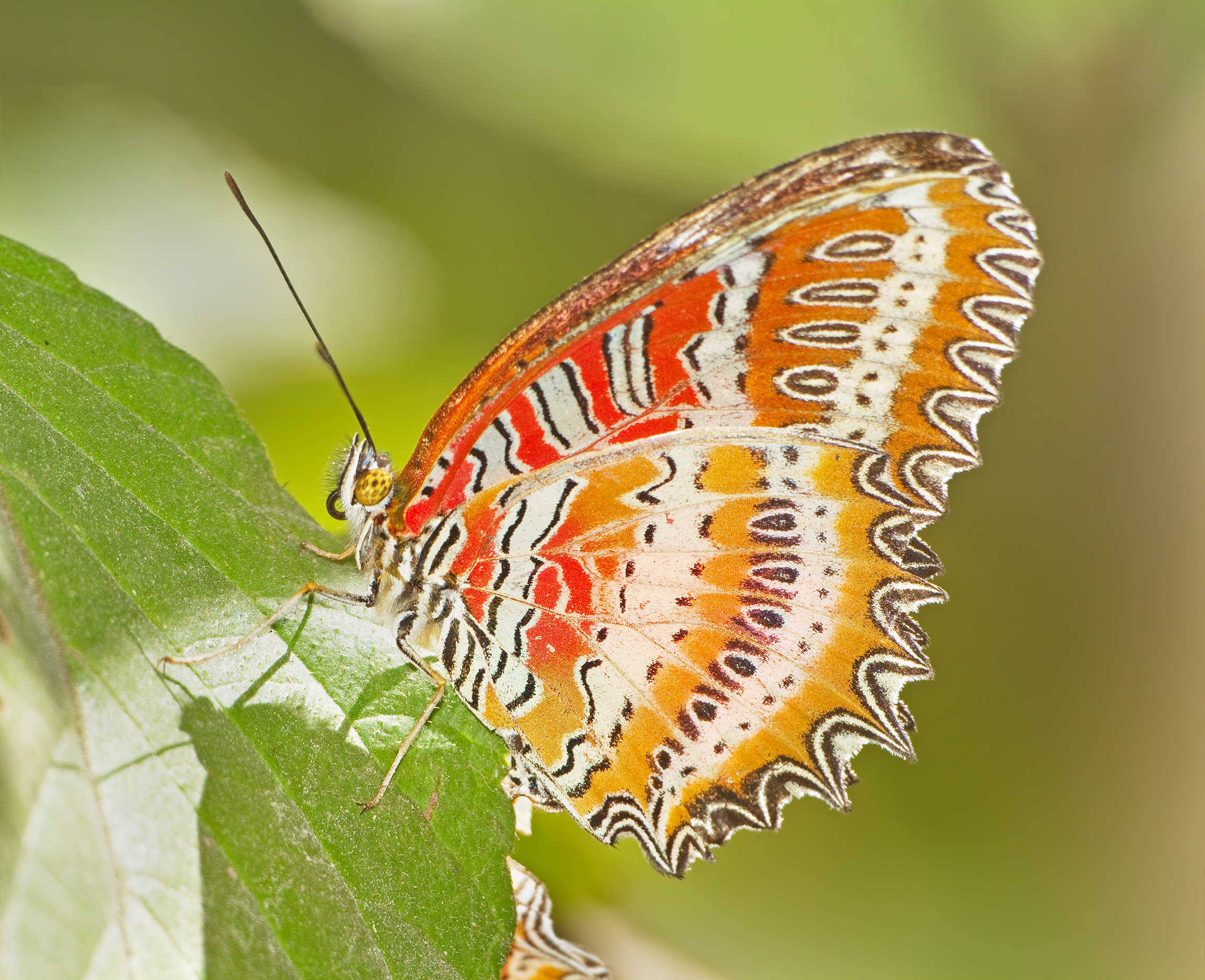
Cethosia biblis
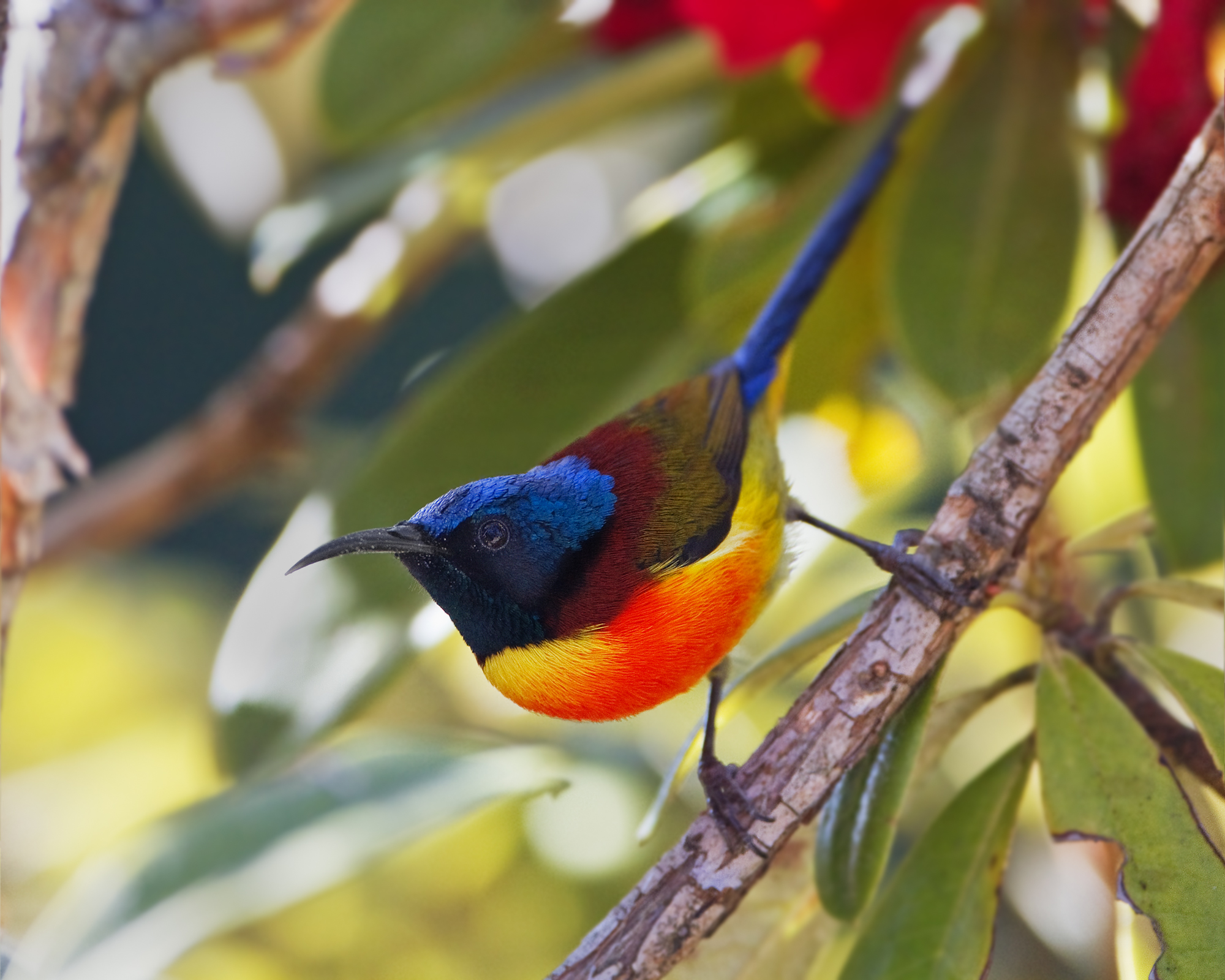
Một con chim đực Hút mật Nepal

Loài bò sát ở Vườn Quốc gia Doi Inthanon bao gồm:
Acanthosaura lepidogaster
Gekko gecko
Hemidactylus frenatus
Hemidactylus platyurus
Hemiphyllodactylus chiangmaiensis
Ahaetulla prasina
Amphiesma khasiense
Trimeresurus popeiorum
Cyrtodactylus inthanon
Các loài Động vật lưỡng cư ở Vườn Quốc gia Doi Inthanon bao gồm:
Ansonia inthanon
Leptolalax pelodytoides
Megophrys major
Megophrys minor
Amolops marmoratus
Hylarana nigrovittata
Odorrana livida